# Сомицино
Соми́цино (рос. Сомицыно) — присілок у складі Верховазького району Вологодської області, Росія. Входить до складу Нижньо-Вазького сільського поселення.

## Населення
Населення — 58 осіб (2010; 28 у 2002).
Національний склад (станом на 2002 рік):
- росіяни — 71 %
- цигани — 29 %